# 新加坡立法議會
新加坡立法議會（英語：Legislative Assembly of Singapore）存在於1955年至1965年，是新加坡在新加坡自治邦和馬來西亞聯邦時期的立法機關。
英政府設立新加坡立法議會，是為了回應新加坡社會在第二次世界大戰後要求實現全面自治的呼聲。根據《林德憲法》，新加坡立法議會在1955年正式成立，以取代原來的新加坡立法局，新的立法議會以民選議席佔大多數，議會內32席的其中25席由普選產生，另外四席是由新加坡總督委任產生的非官守議席、三席是分別由布政司、律政司和財政司出掌的當然官守議席、餘下一席則是由總督提名的非官守議長議席。此外，在總督以下又增設了新加坡首席部長一職，由立法議會多數黨領袖出任，實行與總督分掌權力。
在1959年，新加坡自治邦成立，新加坡由原來的皇家殖民地變成為取得全面自治的自治領，在同年舉行的立法議會選舉當中，立法議會內51個議席全數由普選產生，總督和其他官守議席以及所有非官守委任議席隨自治邦的成立予以廢除，立法議會內原本由多數黨領袖出任的自治邦首席部長一職更名為新加坡总理。
1963年9月，新加坡經公投合併入馬來西亞聯邦，但旋於1965年8月宣佈獨立。獨立後，新加坡設立新加坡國會，原有的立法議會遂告廢除。